# Argyrodes vittatus
Argyrodes vittatus är en spindelart som beskrevs av Bradley 1877. Argyrodes vittatus ingår i släktet Argyrodes och familjen klotspindlar. Inga underarter finns listade i Catalogue of Life.